# Уилсон, Сид
Сид Уилсон (англ. Sid Wilson; род. 20 января 1977 года, Де-Мойн, Айова) — американский музыкант, участник группы Slipknot и основатель своего сольного проекта DJ Starscream (транс. Диджей Старскри́м). Также известен как #0.

## Биография
Сид родился и вырос в Де-Мойне. Его родители родом из Англии. Сейчас выступает в группе Slipknot и своём сольном проекте DJ StarScream, псевдоним для которого позаимствовал из франшизы Трансформеры, фанатом которой является. В Slipknot он вносит скретчинг, звуковые эффекты, фоновые шумы. Во время назначения номеров для каждого участника группы Сид настаивал на том, чтобы быть #0. Также известен тем, что совершал трюки на сцене в ранние годы Slipknot. Например, в 2008 году на одном из концертов Сид совершил прыжок на десять футов от сцены, в результате чего сломал обе пятки.

## Маски Сида
Slipknot
Сид носил противогазы нескольких разновидностей, из некоторых он вынимал фильтры и стёкла. Лицо красил в чёрный цвет, чтобы оно не слишком выделялось на фоне маски.
Iowa
Сид носил латексную маску, похожую на противогаз и череп одновременно. Они были двух типов. Белая и чёрная. В большое отверстие для рта, он вставлял «зубы», чтобы маска походила на череп. Лицо красил в чёрный цвет с узорами.
Vol.3: (The Subliminal Verses)
В 2004 году Сид отрастил себе очень длинные волосы и носил маску в виде черепа, которая покрывала только лицо, либо маску в виде черепа, покрывающую всю голову.
All Hope Is Gone
Сид носил интерактивную маску трансформера с механизмом, позволяющим открывать рот, двигать бровями.
5. : The Gray Chapter
Сид носил маску в стиле стимпанк. Глаза прикрыты решёткой, на месте ушей что-то похожее на клапаны, сделана из кожи, охватывает всю голову. На рот надевается либо металлический, либо кожаный намордник.
We Are Not Your Kind
Сид сильно видоизменил свою маску, теперь она напоминает человеческое лицо, скрытое под капюшоном. В одном из интервью участник группы проговорился о том, что маска имеет ещё один слой/слои.
The End, So Far
У Сида 3 новых масок.
Первая имеет "слепую маску" из за отсутствия глаз, однако на маске есть прорези. Ее можно увидеть на промо фото группы к грядущему 7 альбому.
Вторую маску можно увидеть в клипе The Dying Song (Time To Sing). Она практически напоминает маску из 5 альбома однако один глаз полностью круглый, а другой обычный глаз. Рот имеет решетку.
Третью маску можно увидеть на концерте и на некоторых промофото, и в клипе Yen. Маска напоминает что то вроде стеклянного шлема.
Помимо трех новых масок у Сида имеется голова из маски альбома We Are Not Your Kind, с шевелящимся ртом и роботизированные руки.

## Дискография
Slipknot
- 1999: Slipknot
- 2001: Iowa
- 2004: Vol. 3 (The Subliminal Verses)
- 2008: All Hope Is Gone
- 2014: 5. :The Gray Chapter
- 2019: We Are Not Your Kind
- 2022: The End, So Far